# Solenopsis corticalis
Solenopsis corticalis es una especie de hormiga del género Solenopsis, subfamilia Myrmicinae.

## Distribución
Esta especie se encuentra en Brasil, Canadá, Islas Caimán, Cuba, México, Panamá, Perú, Puerto Rico, San Vicente y las Granadinas, Estados Unidos y las Islas Vírgenes de los Estados Unidos.